# CD Maxaquene
Clube de Desportos do Maxaquene, thường được gọi đơn giản là Maxaquene, là một câu lạc bộ thể thao có trụ sở tại Maputo, Mozambique. Câu lạc bộ có biệt danh là Maxaca. Hiện tại ngoài bóng đá (bóng đá) còn có hai môn thể thao trong nhà là bóng rổ (CD Maxaquene Basketball) và bóng ném. Trong những môn thể thao như vậy, Maxaquene chỉ là câu lạc bộ có nhiều danh hiệu quốc gia nhất sau khi giành độc lập. 
Maxaquene giành được danh hiệu hậu độc lập đầu tiên trong bóng đá, Taça de Moçambique, vào năm 1978. Trước khi Mozambique độc lập khỏi Bồ Đào Nha, Maxaquene được biết đến với cái tên Sports Clube de Lourenço Marques hay đơn giản là de Lourenço Marques (Lourenço Marques là tên của Maputo trước khi giành độc lập). Dưới cái tên này, huyền thoại Eusébio đã chơi cho câu lạc bộ.
Câu lạc bộ chơi các trận đấu trên sân nhà của họ tại Estádio do Maxaquene, có sức chứa tối đa 15.000 người.